# Prieuré Saint-Antoine de Domfront
Le prieuré Saint-Antoine est un établissement de moniales bénédictines qui se dressait sur le territoire de la commune française de Domfront, dans le département de l'Orne, en région Normandie, et rattaché au diocèse du Mans.

## Localisation
Ce prieuré se trouvait à l'emplacement de l'actuelle mairie de Domfront au 6 place de la Roirie, dans l'enceinte fortifiée, ainsi que l'Hôtel-Dieu éponyme.

## Historique

### Fondation
Achard de Domfront (v.970-1036) ,  dit Le Riche, chevalier, seigneur et gouverneur de Domfront (vers.1010-1020), signa la charte de fondation de l'abbaye de Lonlay vers 1026, et l'acte par lequel fut rétabli en 1028 le service divin à Saint-Antoine de Domfront.
L'Hôtel-Dieu Saint-Antoine est fondé par les habitants de Domfront pour le besoin des pauvres et des malades, il est confirmé par Henri II Plantagenêt (1133-1189), roi d'Angleterre et duc de Normandie. Les guerres incessantes obligèrent son transfert dans les remparts de la ville, où il n'en existe plus aucune trace. 
Les premières religieuses qui fondèrent le prieuré venaient de l'abbaye des Blanches près de Mortain qui avait été au début de l'ordre de Saint-Benoît, puis elle entra dans la réforme de l'abbaye de Cîteaux, avec les autres maisons de la filiation de la Congrégation de Savigny en 1148, sous le bienheureux Serlon de Savigny (10..-1158) et les religieux portent l'habit gris.

### XVesiècle
Après le départ des Anglais en 1450, le duc d'Alençon, Jean II (1409-1476), rétablit l'Hôtel-Dieu Saint-Antoine, le prêtre qui le desservait prenait le titre de chapelain et orateur du duc d'Alençon

### XVIIesiècle
Le 19 janvier 1624, les habitants de Domfront donnèrent à Philippe Durocq et Siméon Maurice, venus d'Argenteuil, la maison et l'hôpital Saint-Antoine de leur ville à charge pour eux d'instruire leurs enfants. Les religieux ne parvenant pas à remplirent leurs obligations rendirent hôpital et prieuré aux habitants trois ans plus tard le 10 janvier 1627. Ces derniers appelèrent en 1629 des religieuses bénédictines qui s'établirent sous la conduite de Catherine-Claire du Bois.
En les admettant dans son diocèse, l'évêque Charles de Beaumanoir de Lavardin (v.1586-1637) exige que les religieuses revêtissent l'habit noir et reprennent la règle de Saint-Benoît. Isabelle du Saussay, alors abbesse de l'abbaye des Blanches accepta les conditions du prélat. En 1689, la communauté comprenait 17 religieuses et 7 sœurs converses. Bien que les habitants de Domfront furent les véritables fondateurs du prieuré Saint-Antoine, celui-ci était dès 1692 à la présentation du roi

### XVIIIesiècle
En 1790, il ne restait plus que 13 religieuses, le monastère fut fermé et détruit.  

## Prieures
- 1629-16.. :  Catherine-Claire du Bois
- 1691-17.. :  Françoise de Clairon de Davelais
- 1714-1726 :  Françoise de Quérali
- 1726-1738 : ?
- 1738-17.. :  Marie Victoire Renée Mochon de la Poillère en août 1738
- 1784-1789 :  Marie-Anne Barbe Le Marchand de Lignerie[6]

## Religieuses et personnalités
- Charlotte de Verdun (1611-après1669), et sa petite-nièce Madeleine de Verdun (XVIIe siècle-XVIIIe siècle), issues d'une célèbre famille normande[7]

## Propriétés, revenus
En 1790 le revenu des religieuses s'élevait à 5 800 livres